# Фёдорова, Полина Петровна
Полина Петровна Фёдорова (1909, Воронежская губерния, Российская империя — 1969, Воронеж) — рабочая Лесичинского совхоза имени Сталина Министерства сельского хозяйства СССР, Чхороцкуский район, Грузинская ССР. Герой Социалистического Труда (1950).

## Биография
Родилась в 1909 году в крестьянской семье в одном из сельских населённых пунктов Воронежской губернии. После окончания местной сельской школы трудилась в сельском хозяйстве. В послевоенное время — рабочая Лесичинского совхоза имени Сталина Чхороцкуского района с усадьбой в селе Лесичине.
В 1949 году собрала 6108 килограммов чайного листа на площади 0,5 гектара. Указом Президиума Верховного Совета СССР от 31 июля 1950 года удостоена звания Героя Социалистического Труда за «получение высоких урожаев сортового чайного листа и цитрусовых плодов в 1949 году» с вручением ордена Ленина и золотой медали «Серп и Молот» (№ 5313).
После выхода на пенсию в 1964 году переехала в Воронеж. С 1968 года — персональный пенсионер союзного значения. Умерла в 1969 году.